# Marcel Grec
Marcel Grec (n. 20 martie 1962) este un fost deputat român în legislatura 1990-1992, ales în județul Maramureș pe listele partidului FSN.
Ulterior, Marcel Grec a fost  președinte al Organizației Municipale a PRM din Arad, după care a trecut la alte partide.  În cadrul activității sale parlamentare în legislatura 1990-1992, Marcel Grec a fost membru în grupurile parlamentare de prietenie cu Japonia, Republica Italiană, Republica Coreea și Regatul Spaniei. 